# 美卓 (1999—2020年)
美卓公司（芬蘭語：Metso，：MX）曾是一家全球性的供应商，为加工行业的客户提供技术与服务，业务涵盖矿山、建筑、制浆和造纸、电力、石油和天然气行业。在全球50多个国家拥有30,000多名专业人士。美卓有三大业务部门：矿山与建筑，自动化以及制浆、造纸和电力。
2020年6月30日，美卓业务分拆，其矿机业务部门和奥图泰合并。2020年7月1日两个新的公司耐铼斯和美卓奥图泰开始独立运营。

## 历史
美卓建立于1999年，由Valmet和Rauma公司合并而成，总部设在芬兰的赫尔辛基。美卓的主要竞争对手是安德里茨公司、福伊特、山特维克。